# Kaayla Chones
Kaayla Chones, née le 11 janvier 1981 à Pepper Pike en Ohio, est une joueuse professionnelle de basket-ball de nationalité américaine.

## Biographie
Draftée en 2004 par les Mystics en 15e choix, elle passe deux saisons à Washington puis une saison à Seattle. En 2007, elle accomplit la pré-saison avec les Sparks, mais n'est pas retenue.
Elle arrive début 2012 en France pour remplacer Stephany Skrba blessée. En novembre 2012, elle rejoint le club israélien d'Elitzur Ramla.

## Clubs en carrière

### États-Unis
| Saison    | Équipe                                  | Pays       |
| 1999-2004 | Wolfpack de North Carolina State (NCAA) | États-Unis |
| 2004      | Mystics de Washington(WNBA)             | États-Unis |
| 2005      | Mystics de Washington (WNBA)            | États-Unis |
| 2006      | Storm de Seattle (WNBA)                 | États-Unis |

### Europe
| Saison    | Équipe                                  | Pays    |
| 2004-2005 | Real Canoe                              | Espagne |
| 2004-2005 | Ashdod                                  | Israël  |
| 2005-2006 | Budapest                                | Hongrie |
| 2006-2007 | CB Islas Canarias                       | Espagne |
| 2006-2007 | Union Saint-Amand Porte du Hainaut      | France  |
| 2007-2008 | Mourenx Basket Club                     | France  |
| 2008-2009 | Polisportiva Ares Ribera                | Italie  |
| 2009-2010 | Girona                                  | Espagne |
| 2010-2011 | Navarra Pamplona                        | Espagne |
| 2011-2011 | Burgos                                  | Espagne |
| 2012-2012 | Basket Lattes Montpellier Agglomération | France  |
| 2012-2013 | Elitzur Ramla                           | Israël  |